# Anne-Marie Danneels
Anne-Marie Danneels (Knokke, 28 februari 1962) is een gewezen Belgische atlete, die gespecialiseerd was in de lange afstand en het veldlopen. Zij veroverde op vier onderdelen in totaal vijf Belgische titels.

## Biografie
Danneels behaalde na enkele ereplaatsen pas in 1994 haar eerste Belgische titel, dit op de 3000 m. Het jaar nadien behaalde ze de titel op de 10.000 m. Op de 5000 m kon ze zich dat jaar met een persoonlijk record op de Nacht van de atletiek plaatsen voor de wereldkampioenschappen in Göteborg. Ze werd vijfde in de reeksen en miste daardoor net de finale.
Tussen 1995 en 1998 nam Danneels driemaal deel aan de wereldkampioenschappen en viermaal aan de Europese kampioenschappen veldlopen. Haar beste resultaten waren een veertiende plaats op de EK van 1995 en een vijfendertigste op de WK van 1996. In dat seizoen werd ze ook Belgisch kampioene.
Danneels behaalde in 1997 en 1998 nog twee opeenvolgende titels op de 5000 m.

### Clubs
Danneels was aangesloten bij Olympic Brugge en stapte nadien over naar AV Toekomst.

## Belgische kampioenschappen
| Onderdeel | Jaar       |
| --------- | ---------- |
| 3000 m    | 1994       |
| 5000 m    | 1997, 1998 |
| 10.000 m  | 1995       |
| veldlopen | 1996       |

## Persoonlijk records
| Onderdeel | Prestatie | Datum            | Plaats  |
| --------- | --------- | ---------------- | ------- |
| 3000 m    | 8.59,22   | 22 augustus 1995 | Linz    |
| 5000 m    | 15.25,52  | 22 juli 1995     | Hechtel |
| 10.000 m  | 32.47,02  | 17 juli 1997     | Hechtel |

## Palmares

### 1500 m
- 1992:  BK AC – 4.21,20

### 3000 m
- 1992:  BK AC – 9.25,24
- 1994:  BK AC – 9.12,89

### 5000 m
- 1995:  BK AC – 15.50,50
- 1995: 5e in reeks WK in Göteburg – 15.33,70
- 1997:  BK AC – 15.46,11
- 1998:  BK AC – 16.05,93

### 10.000 m
- 1995:  BK AC – 34.19,64
- 1997:  BK AC - 33.08,50
- 1998:  BK AC - 33.02,05

### 10 km
- 1997:  Coenecooploop in Waddinxveen - 33.07
- 1998:  Coenecooploop in Waddinxveen - 33.37

### 15 km
- 1997:  Wolphaartsdijk - 52.18

### halve marathon
- 1998:  Leiden Marathon – 1:14.11
- 1998:  halve marathon van Deurne - 1:13.38

### veldlopen
- 1995:  BK AC in Waregem
- 1995: 66e WK in Durham
- 1995: 14e EK in Alnwick
- 1996:  BK AC in Monceau-sur-Sambre
- 1996: 35e WK in Stellenbosch
- 1996: 34e EK in Monceau-sur-Sambre
- 1997:  BK AC in Averbode
- 1997: 70e WK in Turijn
- 1997: 22e EK in Oeiras
- 1998: 23e EK in Ferrara
- 1999: 5e BK AC